# Gannaberg
Der Gannaberg ist mit etwa 155 m ü. NHN neben dem Hülsenberg (ca. 155 m) die höchste Erhebung der Harburger Berge und des niedersächsischen Landkreises Harburg. Er liegt im Gemeindegebiet von Rosengarten bei Langenrehm. Auf ihm steht der Fernmeldeturm Rosengarten und in der Nähe das Fürstendenkmal Langenrehm.

## Geographie

### Lage
Der Gannaberg erhebt sich zwischen Sieversen im Nordosten und dem Emsener Ortsteil Langenrehm im Südwesten und gehört zur Gemarkung Langenrehm; sie liegen alle im Gemeindegebiet von Rosengarten. Über seine Nordflanke führt als Verbindung zwischen beiden Ortschaften die Kreisstraße 26.

### Geologie
Der Gannaberg ist Teil einer langgestreckten Stauchmoräne, der vom Fuhlsbüttler Vorstoß im Quartär hinterlassen wurde und vom Kiekeberg (127,1 m) bei Vahrendorf im Nordnordosten bis zum Nuppenberg (ca. 115 m) bei Dibbersen im Südsüdwesten reicht.

### Naturräumliche Zuordnung
Der Gannaberg gehört in der naturräumlichen Haupteinheitengruppe Lüneburger Heide (Nr. 64), in der Haupteinheit Hohe Heide (640) und in der Untereinheit Wilseder Endmoränen (640.0) zum Naturraum Schwarze Berge (640.00). Nach Osten fällt die Landschaft sanft in die Untereinheit Harburger Hügelland (644.0) ab, die zur Haupteinheit Luheheide (644) zählt.

### Berghöhe und Bergkuppen
Der Gannaberg ist im Rahmen seiner Südsüdwestkuppe (⊙) etwa 155 m hoch; seine Nordnordostkuppe (⊙) erreicht 150 m Höhe. Die Gipfel beider Kuppen sind etwa 370 m voneinander entfernt. Auf dem höchsten Punkt befindet sich der Wasser-Hochbehälter Gannaberg.

## Schutzgebiete

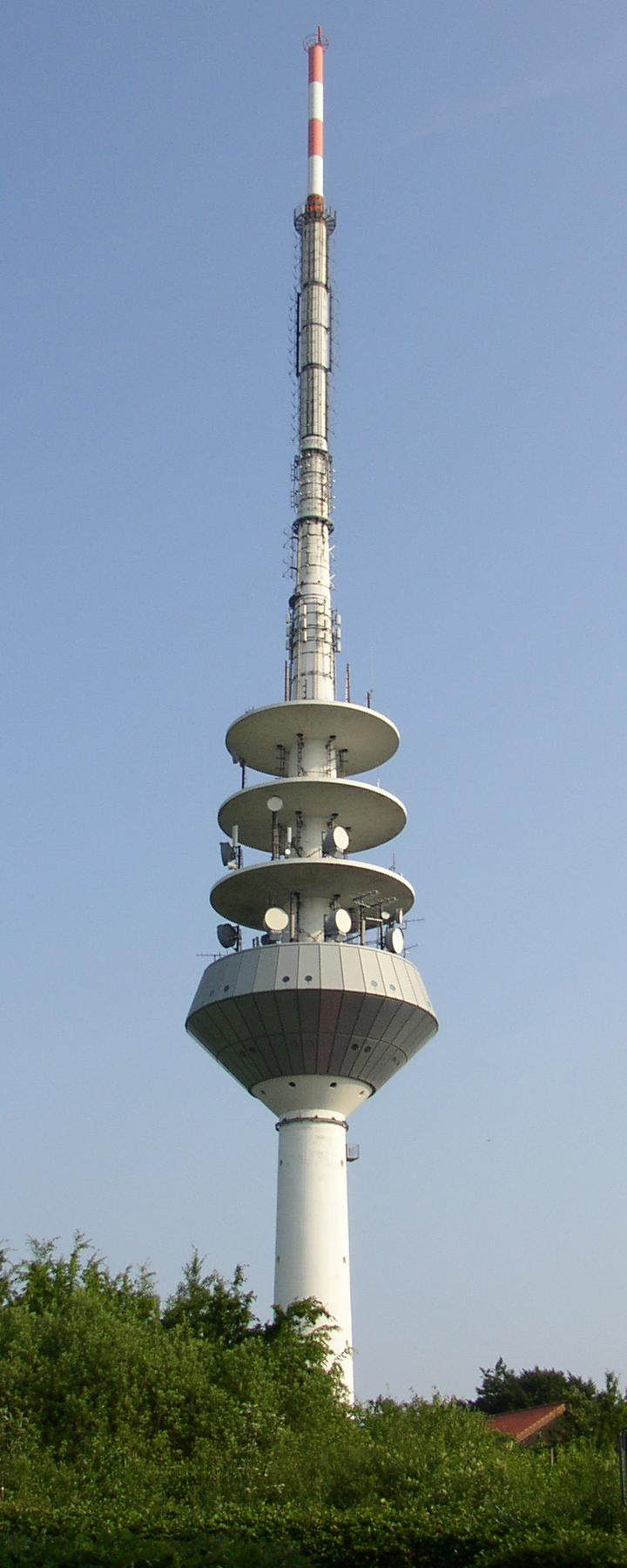
Fernmeldeturm Rosengarten

Auf dem Gannaberg breiten sich Teile des Landschaftsschutzgebiets Rosengarten–Kiekeberg–Stuvenwald (CDDA-Nr. 323951; 1965 ausgewiesen; 58,68 km² groß) aus. Etwas westlich der Erhebung liegt das Naturschutzgebiet Buchenwälder im Rosengarten (CDDA-Nr. 318259; 2003; 2,85 km²).

## Fernmeldeturm Rosengarten
Etwa 120 m südwestlich des Gannaberggipfels steht oberhalb der 149-m-Höhenlinie der Fernmeldeturm Rosengarten, ein 161 m hoher Stahlbetonturm der Deutschen Funkturm. Er ersetzt seit Mitte der 1990er Jahre einen alten Stahlskelettturm und kleineren Typenturm. Der Turm hat viele Richtfunk- und Mobilfunkanlagen. Es werden von UKW-Rundfunk und DVB-T-Fernsehen ausgestrahlt.

## Fürstendenkmal Langenrehm

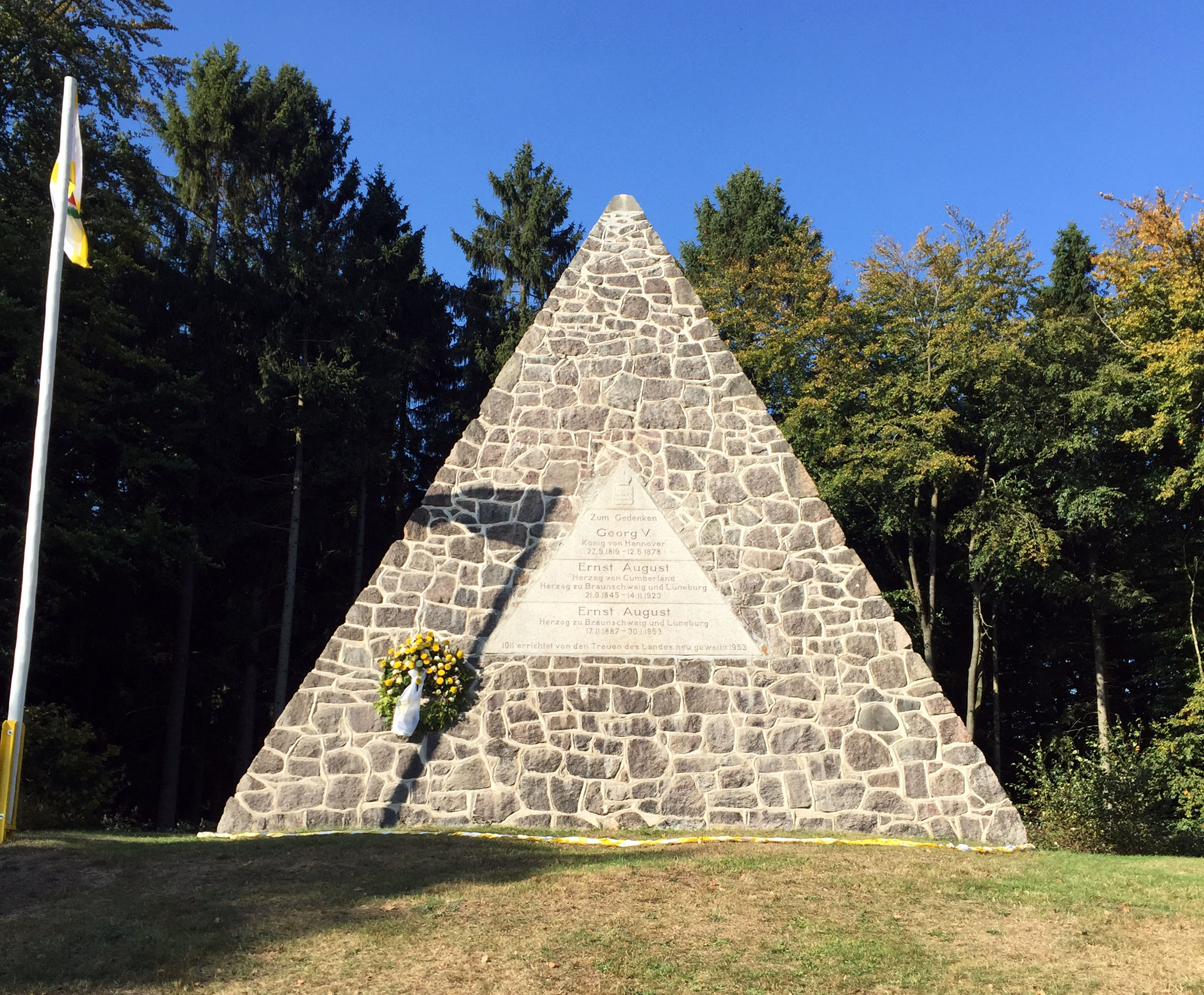
Fürstendenkmal bei Langenrehm

Westlich des Übergangsbereichs vom Gannaberg zum nördlich anschließendem Hülsenberg steht auf der zwischen den Kreisstraßen 26 und 52 liegenden Anhöhe Vogelhüttenberg (ca. 130 m) das Fürstendenkmal Langenrehm (53° 24′ 7,4″ N, 9° 51′ 49,1″ O). Es wurde 1911 als kleiner Tetraeder aus Granitsteinen errichtet und 1953 neu geweiht. Seine Inschrift erinnert an Georg V. (1819–1878), dem letzten König des Königreichs Hannover, an Ernst August von Hannover (1845–1923), dem letzten Kronprinzen dieses Königreichs, Herzog von Cumberland (1866–1923) und Herzog zu Braunschweig und Lüneburg, und an Ernst August von Braunschweig (1887–1953), Herzog zu Braunschweig und Lüneburg.